# Boros Mátyás (hegedűművész)
Ifj. Boros Mátyás (Debrecen, 1960. december 10. – 2021. június 6.) hegedűművész, hegedűtanár, újságíró.
Tanulmányait a Liszt Ferenc Zeneművészeti Főiskolán, Debrecenben végezte, tanára Ruha István volt, majd a budapesti Liszt Ferenc Zeneművészeti Egyetemen tanult Kóté Lászlónál és Szenthelyi Miklósnál. Elvégezte a Bálint György Újságírói Főiskolát, ahol Földes Anna és Bernáth László volt a tanára.
1984 és 1992 között a Belügyminisztérium Duna Művészegyüttesének koncertmestere volt, majd 1992-től 1994-ig a Magyar Állami Népi Együttesben, 1994-től 1998-ig a Magyar Állami Operaházban dolgozott. 1998 és 1999 között a Scala Theater Orchestra koncertmestere volt, 1999-től 2000-ig az Országos Szórakoztatózenei Központ Népzenei Osztályának vezetője, a Holland America Line hajózási társaság Ryndam nevű hajóján dolgozott szalonzenekarával. 2000 és 2002 között a Miniszterelnöki Hivatalnál dolgozott, 2003-tól 2006-ig az Ifjúsági, Családügyi, Szociális és Esélyegyenlőségi Minisztériumban művészeti koordinátor, tanácsadó volt, 2007-től a Miniszterelnöki Hivatalnál dolgozik.
A 100 Tagú Cigányzenekar alapító tagja és 1985-1994 között első koncertmestere, a KISZ Központi Művészegyüttes Rajkó Zenekarának hegedűtanára (növendékei: Radics Ferenc, Mága Zoltán, Kállai József, Danyi Lőrinc, Horváth Gyula). 1990-től a Roma Virtuózok Kamarazenekar művészeti igazgatója, 1999-től a Bihari János Koncert Cigányzenekar művészeti igazgatója, 2006-tól a Jud-Rom Gipsy Klezmer Band vezetője. A Rádió C alapítója, 2005-ig műsorvezető-szerkesztője volt, 2010-től az Operett-Musical Theater Budapest művészeti igazgatója.
2005-ben a Magyar Köztársasági Érdemrend lovagkeresztje kitüntetést kapta.
2000 óta a Magyar Rádió állandó szólistája.

## Hanglemezei
- Bachtól Mozartig – Roma Virtuózok Kamarazenekar, 1990
- Gipsy Virtuóz – Bihari János Koncert Cigányzenekar, 1999
- Szép város Kolozsvár – Bihari János Koncert Cigányzenekar, ének: Erdős Melinda, 2002
- Kék nefelejcs – Bihari János Koncert Cigányzenekar, ének: Erdős Melinda, 2004
- The Gipsy Virtuoso Four From Hungary, 2005
- Karácsonyi hangok – Roma Virtuózok Kamarazenekar, 2006
- Muzsika Magyarországról – Bihari János Koncert Cigányzenekar, 2006
- Jaj, de rovel a roma – Bihari János Koncert Cigányzenekar, ének: Fényes György, 2008
- Csendül a nóta no.1– Bihari János Koncert Cigányzenekar, 2009
- Rögös úton – Judrom Gipsy Klezmer Band, 2009
- Csendül a nóta no.2 – Bihari János Koncert Cigányzenekar, 2010
- Prímástradíció apáról fiúra – Boros Mátyás és ifj. Boros Mátyás, 2012

## Filmzenék
- D 8-as keringő (rendező: Oláh J. Gábor, 1997)
- Sitiprinc (rendező: Kőszegi Edit, 1999)
- Rap, revü, Rómeó (rendező: Oláh J. Gábor, 2003)

## Koncertek
Ausztria, Ausztrália, USA, Kanada, Dél-Amerika, Franciaország, Spanyolország, Hollandia, Németország, Svédország, Norvégia, Dánia, Olaszország, Japán, Dél Korea, Görögország, Lengyelország, Izrael, Finnország, Izland, Törökország.